# You and Me (In My Pocket)
"You and Me (In My Pocket)" is een nummer van de Belgische singer-songwriter Milow. Het nummer werd uitgebracht op zijn album North and South uit 2011. Op 21 februari van dat jaar werd het nummer uitgebracht als de tweede single van het album.

## Achtergrond
"You and Me (In My Pocket)" is geschreven door Milow en geproduceerd door Milow en Jo Francken. Het nummer bevat een humoristische tekst. Zo zingt Milow dat hij zou willen zijn vriendin erg dik zou zijn, zodat zij niet meer de deur uit kan en bij hem moet blijven, en dat zij veren zou hebben, zodat hij haar in een kooi kon stoppen en haar altijd kon zien. Het klinkt als een vrolijk nummer, waarin gebruik wordt gemaakt van een Afrikaans klinkende gitaarlijn. Het nummer is bedoeld als lichte toon op een politiek zwaar beladen album, waarop verder nummers staan over de strijd tussen noord en zuid, oftewel Vlaanderen en Wallonië.
Milow vertelde in een interview over de inspiratie voor "You and Me (In My Pocket)": "Ik moet eerlijk zijn: ik heb het zeker voor een heel specifieke vrouw geschreven. Voor mij als songwriter is het belangrijk dat ik liedjes schrijf over dingen die me echt aangaan. Ik heb dit nummer geschreven op een moment dat ik iemand heel erg miste. Het was een tijd waarin ik veel weg was en veel aan haar dacht, dus er kwamen regels uit als 'ik wou dat je zo klein was dat ik je in mijn tas kon stoppen en je overal mee naartoe kon nemen'. Dat is het verhaal van dit lied." Het is het eerste liefdeslied dat Milow schreef. Hij vertelde hierover: "Ik durfde ze niet eerder te schrijven omdat het er veel zijn en het is moeilijk om clichés te vermijden. 'You and Me' is voor mij een lied over de angst om een speciaal iemand te verliezen. [...] Voor mij gaan liefde en humor samen. Ik heb het in één dag geschreven en het was geweldig. Ik testte het bij elk optreden en de reacties waren altijd goed. Voor het andere album wilde ik altijd een beetje droefheid in elk nummer, deze keer wilde ik uit elkaar trekken om een soort balans te creëren."
"You and Me (In My Pocket)" werd in veel Europese landen een hit. Het behaalde het grootste succes in Duitsland, waar het de derde positie behaalde, maar ook in Oostenrijk en Zwitserland bereikte het de top 10. In Vlaanderen behaalde de single de zesde positie in de Ultratop 50, terwijl de single in Nederland tot plaats 34 in de Top 40 en plaats 24 in de Single Top 100 kwam. De videoclip bij de single werd in één take opgenomen. De vriendin van Milow wordt hierin gespeeld door Noémie Schellens. In 2011 plaatste Milow een video met een compilatie van vele covers van het nummer door amateurzangers.

## Hitnoteringen

### Ultratop 50 Singles (Vlaanderen)
| Hitnotering 12/03/2011 t/m 09/07/2011 | Hitnotering 12/03/2011 t/m 09/07/2011 | Hitnotering 12/03/2011 t/m 09/07/2011 | Hitnotering 12/03/2011 t/m 09/07/2011 | Hitnotering 12/03/2011 t/m 09/07/2011 | Hitnotering 12/03/2011 t/m 09/07/2011 | Hitnotering 12/03/2011 t/m 09/07/2011 | Hitnotering 12/03/2011 t/m 09/07/2011 | Hitnotering 12/03/2011 t/m 09/07/2011 | Hitnotering 12/03/2011 t/m 09/07/2011 | Hitnotering 12/03/2011 t/m 09/07/2011 | Hitnotering 12/03/2011 t/m 09/07/2011 | Hitnotering 12/03/2011 t/m 09/07/2011 | Hitnotering 12/03/2011 t/m 09/07/2011 | Hitnotering 12/03/2011 t/m 09/07/2011 | Hitnotering 12/03/2011 t/m 09/07/2011 | Hitnotering 12/03/2011 t/m 09/07/2011 | Hitnotering 12/03/2011 t/m 09/07/2011 | Hitnotering 12/03/2011 t/m 09/07/2011 | Hitnotering 12/03/2011 t/m 09/07/2011 |
| Week                                  | 1                                     | 2                                     | 3                                     | 4                                     | 5                                     | 6                                     | 7                                     | 8                                     | 9                                     | 10                                    | 11                                    | 12                                    | 13                                    | 14                                    | 15                                    | 16                                    | 17                                    | 18                                    |                                       |
| ------------------------------------- | ------------------------------------- | ------------------------------------- | ------------------------------------- | ------------------------------------- | ------------------------------------- | ------------------------------------- | ------------------------------------- | ------------------------------------- | ------------------------------------- | ------------------------------------- | ------------------------------------- | ------------------------------------- | ------------------------------------- | ------------------------------------- | ------------------------------------- | ------------------------------------- | ------------------------------------- | ------------------------------------- | ------------------------------------- |
| Positie                               | 35                                    | 14                                    | 13                                    | 13                                    | 6                                     | 7                                     | 10                                    | 12                                    | 14                                    | 16                                    | 18                                    | 22                                    | 16                                    | 16                                    | 25                                    | 36                                    | 27                                    | 45                                    | uit                                   |

### Nederlandse Top 40
| Hitnotering: 09-04-2011 t/m 30-04-2011 | Hitnotering: 09-04-2011 t/m 30-04-2011 | Hitnotering: 09-04-2011 t/m 30-04-2011 | Hitnotering: 09-04-2011 t/m 30-04-2011 | Hitnotering: 09-04-2011 t/m 30-04-2011 | Hitnotering: 09-04-2011 t/m 30-04-2011 |
| Week                                   | 1                                      | 2                                      | 3                                      | 4                                      |                                        |
| -------------------------------------- | -------------------------------------- | -------------------------------------- | -------------------------------------- | -------------------------------------- | -------------------------------------- |
| Positie                                | 35                                     | 34                                     | 38                                     | 39                                     | uit                                    |

### Single Top 100
| Hitnotering week 1 t/m 10: 19-03-2011 t/m 21-05-2011 Hitnotering week 11 t/m 12: 04-06-2011 t/m 11-06-2011 | Hitnotering week 1 t/m 10: 19-03-2011 t/m 21-05-2011 Hitnotering week 11 t/m 12: 04-06-2011 t/m 11-06-2011 | Hitnotering week 1 t/m 10: 19-03-2011 t/m 21-05-2011 Hitnotering week 11 t/m 12: 04-06-2011 t/m 11-06-2011 | Hitnotering week 1 t/m 10: 19-03-2011 t/m 21-05-2011 Hitnotering week 11 t/m 12: 04-06-2011 t/m 11-06-2011 | Hitnotering week 1 t/m 10: 19-03-2011 t/m 21-05-2011 Hitnotering week 11 t/m 12: 04-06-2011 t/m 11-06-2011 | Hitnotering week 1 t/m 10: 19-03-2011 t/m 21-05-2011 Hitnotering week 11 t/m 12: 04-06-2011 t/m 11-06-2011 | Hitnotering week 1 t/m 10: 19-03-2011 t/m 21-05-2011 Hitnotering week 11 t/m 12: 04-06-2011 t/m 11-06-2011 | Hitnotering week 1 t/m 10: 19-03-2011 t/m 21-05-2011 Hitnotering week 11 t/m 12: 04-06-2011 t/m 11-06-2011 | Hitnotering week 1 t/m 10: 19-03-2011 t/m 21-05-2011 Hitnotering week 11 t/m 12: 04-06-2011 t/m 11-06-2011 | Hitnotering week 1 t/m 10: 19-03-2011 t/m 21-05-2011 Hitnotering week 11 t/m 12: 04-06-2011 t/m 11-06-2011 | Hitnotering week 1 t/m 10: 19-03-2011 t/m 21-05-2011 Hitnotering week 11 t/m 12: 04-06-2011 t/m 11-06-2011 | Hitnotering week 1 t/m 10: 19-03-2011 t/m 21-05-2011 Hitnotering week 11 t/m 12: 04-06-2011 t/m 11-06-2011 | Hitnotering week 1 t/m 10: 19-03-2011 t/m 21-05-2011 Hitnotering week 11 t/m 12: 04-06-2011 t/m 11-06-2011 | Hitnotering week 1 t/m 10: 19-03-2011 t/m 21-05-2011 Hitnotering week 11 t/m 12: 04-06-2011 t/m 11-06-2011 | Hitnotering week 1 t/m 10: 19-03-2011 t/m 21-05-2011 Hitnotering week 11 t/m 12: 04-06-2011 t/m 11-06-2011 |
| Week | 1 | 2 | 3 | 4 | 5 | 6 | 7 | 8 | 9 | 10 | | 11 | 12 | |
| --- | --- | --- | --- | --- | --- | --- | --- | --- | --- | --- | --- | --- | --- | --- |
| Positie | 43 | 46 | 24 | 68 | 63 | 69 | 52 | 52 | 93 | 81 | uit | 75 | 85 | uit |

### NPO Radio 2 Top 2000
| Nummer met noteringen in de NPO Radio 2 Top 2000 | '11  | '12  |
| ------------------------------------------------ | ---- | ---- |
| You and Me (In My Pocket)                        | 1295 | 1503 |

1. ↑  Een vetgedrukt getal geeft de hoogste notering aan.
2. ↑  2011 was het eerste jaar met een notering voor dit nummer.
3. ↑  Deze tabel is bijgewerkt tot en met de laatste editie (2024).